# Scerni
Scerni (Scìrne in abruzzese) è un comune italiano di 2 931 abitanti della provincia di Chieti in Abruzzo, facente parte dell'unione dei comuni dei Miracoli.

## Geografia fisica
Cittadina attraente, dolce nei suoi contorni collinari e mite nel clima.

## Storia
La prima citazione storica è dell'883 come castellum Scerni quando viene donato al Monastero di Santo Stefano in Rivo Maris alla cui giurisdizione rimase fino agli inizi del XV secolo quando l'abbazia fu distrutta dal conte di Santo Stefano di Carrara. Nel XIV secolo incorpora il feudo di Materno, castello medievale sito in località Piana Materna, assente sull'attuale cartografia IGM ma verosimilmente a sud del vallone Croce della Ragna e confinante con il Sinello. Dal 1472 al 1601 fu signoria dei d'Avalos di Vasto, quindi dei De Capua fino al 1647 ed infine nuovamente dei d'Avalos fino all'eversione della feudalità. Nella zona sono stati rinvenuti dei reperti archeologici, tra cui una testa di Giove in pietra calcarea, una statuetta di Ercole in bronzo ed una stele funeraria. Nel XVIII secolo ingloba la località Selva della Bardella, già appartenente a Monteodorisio.
All'epoca della Rivoluzione francese il barone De Riseis si schierò con la popolazione del paese con Giuseppe Pronio da Introdacqua, già chierico e poi armigero del marchese del Vasto, contro l'invasione dei giacobini.
Nel 1807 venne incorporata l'università di Villa Ragna (già Sparpaglia, antico feudo disabitato che fu ripopolato nel XVI secolo); di tale villa rimangono i resti di una torre in località Torrone; nello stesso anno venne incorporato l'ex feudo di Planisio, poi divenuto Guasto Planasio, spartito tra Scerni, Gissi e Atessa. L'antico castello di Planisio si trovava nell'odierna località di Colle San Giovanni.
Nel 1853 si procedette all'abbattimento della Selva di Bardella e della Selva di Aragno, posta la prima in contrada omonima e la seconda in contrada Ragna; i terreni dopo il disboscamento vennero utilizzati per coltivazioni rurali.
Il 25, 26 e 27 febbraio del 1860 oltre mille contadini armati di roncole e mazze invasero la tenuta del marchese d'Avalos abbattendo una casa rurale, rubando legna da ardere e malmenando il guardaboschi. La furia contadina e la consistenza numerica travolse poi i gendarmi e le guardie urbane di Pollutri e di Monteodorisio. Fu un vero e proprio tumulto condotto, con armi da fuoco alla mano, da Michelangelo Tarquinio, Giuseppe Menna detto Passaguai e da Luigi Berarducci.

## Monumenti e luoghi d'interesse

### Borgo fortificato
Il primo impianto risale al XIV secolo e trasformato fino al XVIII secolo. A nord è delimitato dal tratturo Lanciano-Cupello ed a sud dal tratturo Centurelle-Montesecco.

### Chiesa della Madonna della Strada

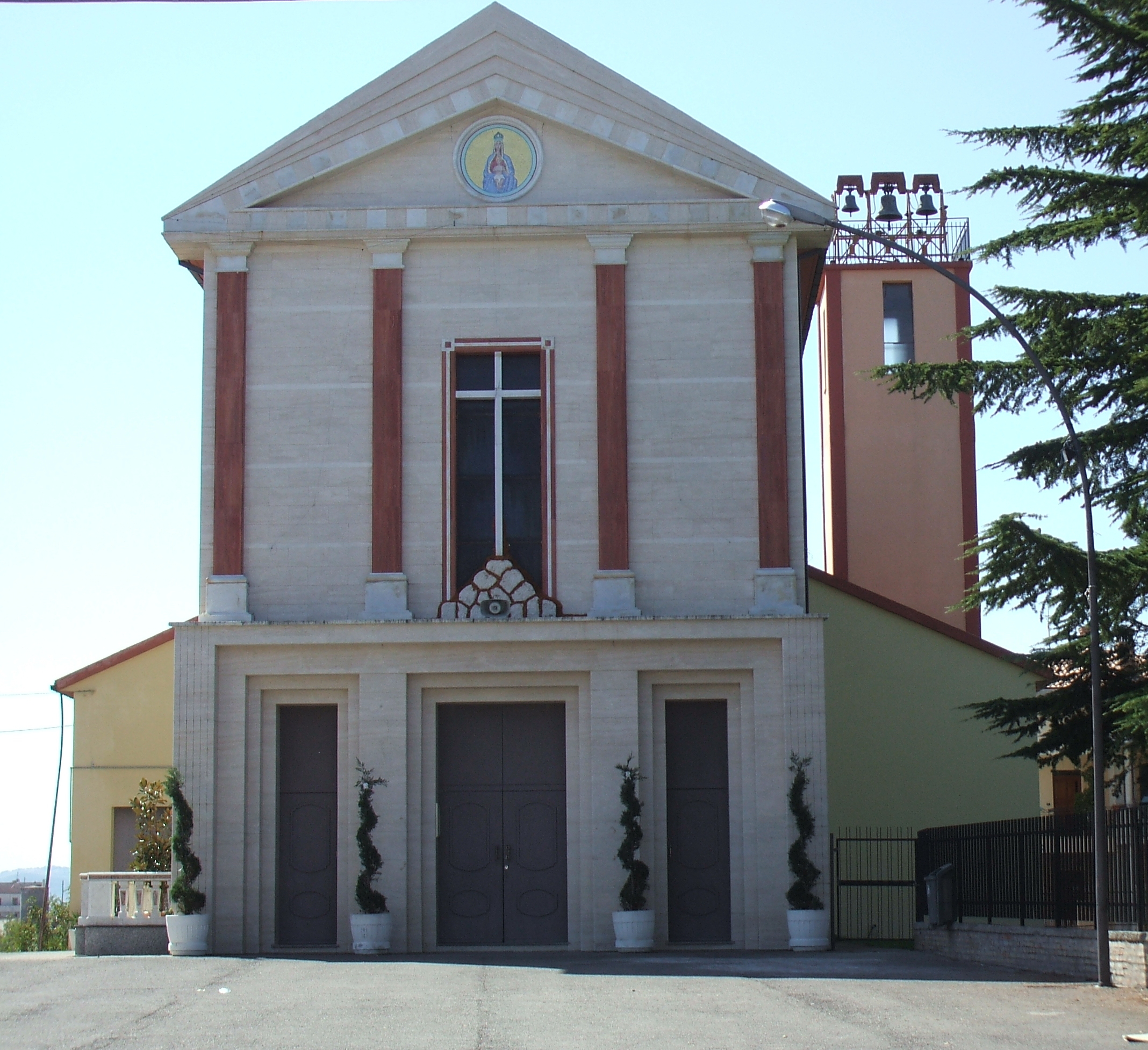
Chiesa della Madonna della Strada

È sita in Viale Dante Alighieri. La prima menzione della chiesa è del 1324-25 quando è soggetta all'Abbazia di Santa Maria Arabona. La chiesetta versava in cattive condizioni un secolo fa, sicché si decise l'abbattimento della semplice costruzione a capanna, per erigere una chiesa più monumentale, a pianta rettangolare, con abside semicircolare, facciata pseudo classica a salienti,  con finestre e portali architravati in travertino,  e campanile laterale.
Nell'interno a tre navate con pilastri, vi sono delle statue lignee rappresentanti due vescovi santi, di cui San Panfilo di Sulmona, risalenti al XIV secolo, e la Madonna della Strada, quest'ultima, forse, del Cinquecento. L'interno era a navata unica. La facciata è preceduta da un portico.

### Chiesa parrocchiale di San Panfilo

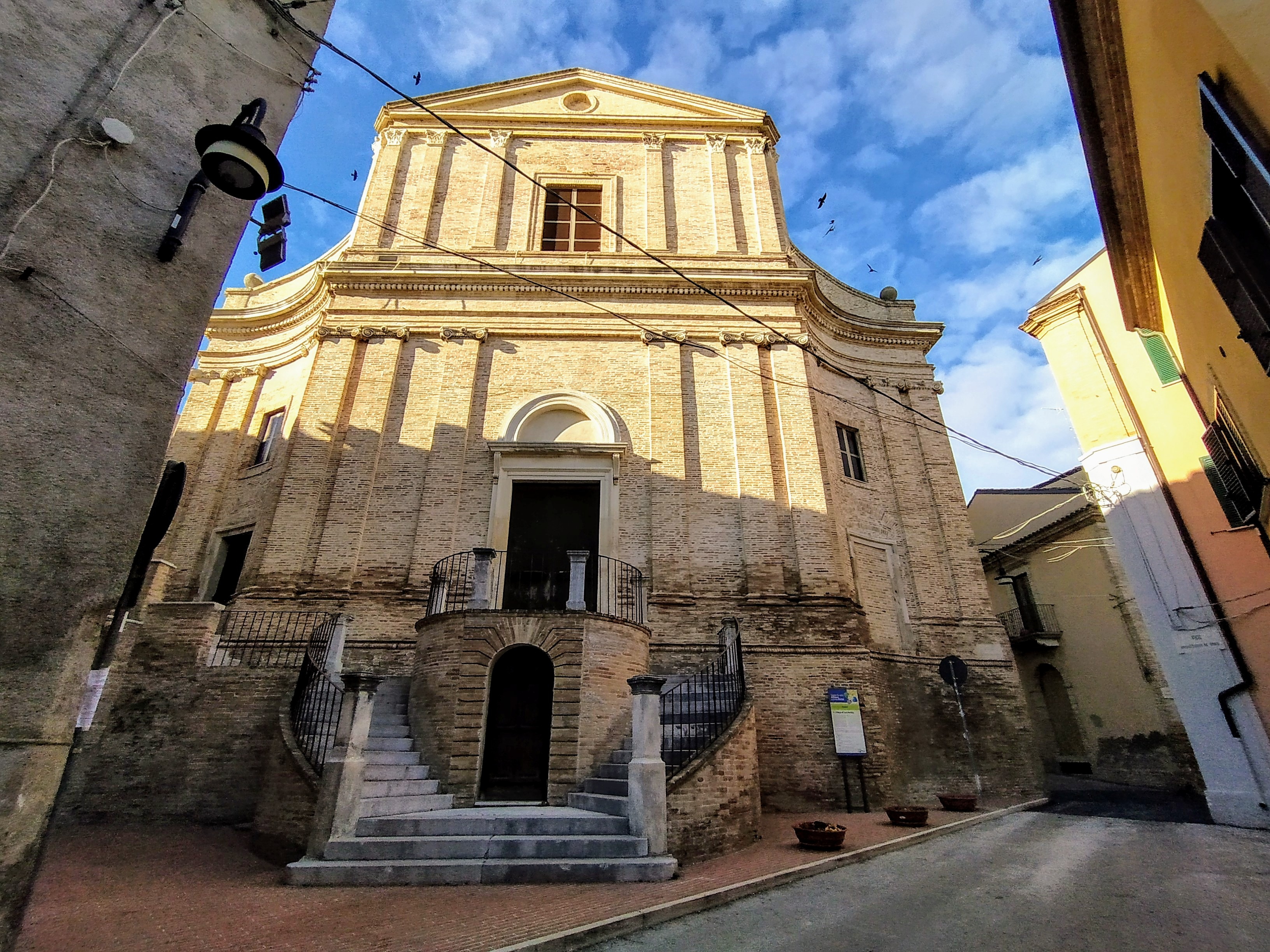
La Chiesa di San Panfilo

La chiesa parrocchiale di San Panfilo sita in Via Arcivescovo de Risio. È stata costruita antecedentemente al XIV secolo, tuttavia la prima citazione storica è del 1324-1325 quando è citata nelle decime per l'abbazia di Santa Maria d'Arabona. In seguito la fabbrica della chiesa fu completamente modificata nel corso del XVIII secolo. Il portale in pietra è sormontato da un architrave con mensole con sovrastante cornice centinata. Tra i due registri vi è una cornice marcapiano. Nel secondo registro vi sono altre paraste ed una grande finestra rettangolare. Nel 1566 è danneggiato dalle incursioni dei turchi. La chiesa ha subito vari ampliamenti e modifiche: nel 1511 con la probabile trasformazione da pianta centrale a croce latina; nel 1718; nel 1748 viene restaurata dopo il terremoto del 1720 e nel XIX secolo viene riprogettata. La facciata è in cotto con profilo curvilineo nelle due ali laterali, il prospetto principale è suddiviso in due registri, inoltre è suddiviso da sei paraste con capitelli ionici ai lati, tre per lato. La facciata si trova su di un piano rialzato. L'interno, a tre navate, è in stile neoclassico ed è stato decorato tra il 1868 ed il 1869. La volta è a botte con lunette ed una finta cupola sul transetto. Sulla cantoria sopra l'ingresso è sito un organo con cassa lignea con prospetto a tre campate che poggiano su delle volute lignee, sulle campate sono posti degli strumenti musicali in legno. La torre campanaria risale al XVIII secolo. Il campanile è in laterizio a pianta quadrata.

### Chiesa di San Giacomo
Situata nell'omonima borgata, è stata costruita in stile pseudo-romanico a metà del XX secolo, nel luogo in cui sorgeva una cappella tratturale. La Chiesa di San Giacomo fu sede parrocchiale fino al 2013, quando la parrocchia venne soppressa e la chiesa passò alle dipendenze della parrocchia di San Panfilo.

### Palazzo De Riseis

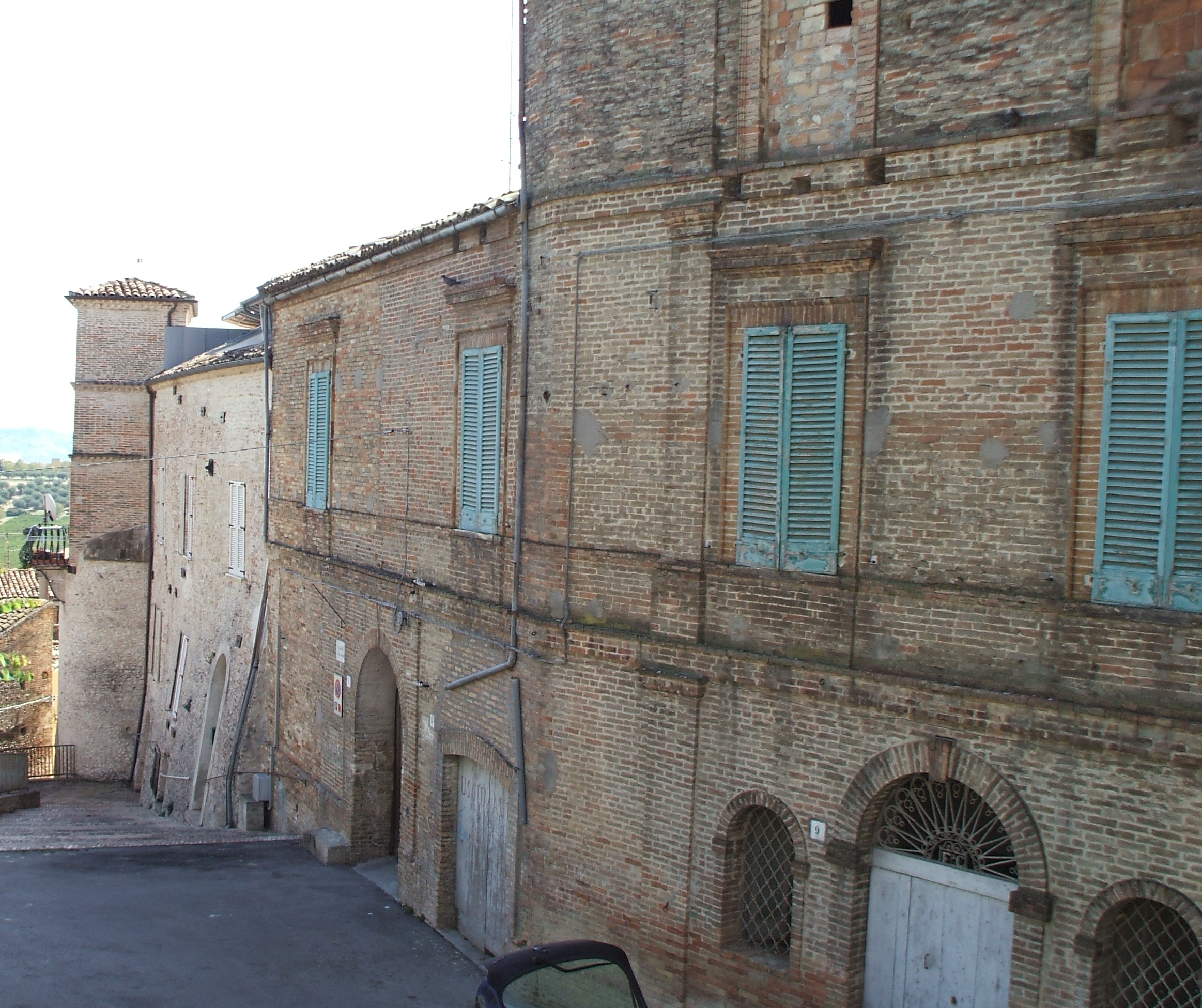
il palazzo De Riseis

Situato in piazza Giuseppe De Riseis, ex piazza Grande, il palazzo era l'antica residenza dei D'Avalos marchesi del Vasto. È il palazzo maggiore di Scerni, ricostruito nel XVII-XVIII secolo, a residenza civile,  di cui resta però una piccola torre angolare a pianta circolare. Il palazzo fu la casa natale dei possidenti e politici Giuseppe e Luigi De Riseis, ha una biblioteca privata. Esternamente si mostra a impianto rettangolare irregolare, sfruttando da sud l'andamento del terreno collinare e delle mura medievali. L'esterno è rurale settecentesco, in mattoni a vista con scansione regolare di finestre architravate. Ha due portali, quello di ingresso è maggiore e più ornato nell'architrave a tutto sesto.

### Castello Antenucci
Consiste in un insieme di edifici che inglobano resti di mura e due torri quadrate a scarpa che facevano parte dell'originario apparato murario medievale.

## Società

### Evoluzione demografica
Abitanti censiti

## Cultura

### Cucina

#### Primi piatti
- n'durciullun (pasta alla chitarra molto spessa e sovente condita con sugo di castrato).

#### Salumi
- ventricina, un insaccato di carne di maiale e peperoncino dal gusto forte e molto piccante.

#### Dolci
- cavallo, un dolce secco di cioccolata con la forma caratteristica dell'animale;
- fiadone, che viene mangiato a Pasqua;
- calcionetti o calcinitti, fritti natalizi ripieni di marmellata d'uva o di pasta di ceci, rotondi a forma di palline o di ceci ed impastati col miele;
- tarallucci, dolci rotondi col buco in mezzo con marmellata;
- pizzelle, che vengono realizzate con uno strumento tipico abruzzese detto lu ferre;
- scrippelle, dolci lunghi fatti con una particolare pastella e poi fritti.

### Eventi
Feste e sagre
- 28 aprile: festa patronale di San Panfilo;
- 29 aprile: festa patronale Sant'Emidio;
- 13 maggio: festa di San Nicola;
- 20 giugno: festa di San Silverio;
- 24 luglio: festa della Madonna della Salute;
- 25 luglio: festa di San Giacomo;
- 15 agosto: festa della Madonna della Strada;
- 16 agosto: festa di San Rocco;
- agosto: sagra della lumaca.

## Economia
Si distingue per la produzione di olio, vino e salumi (specialità: la ventricina).

## Amministrazione
| Periodo        | Periodo        | Primo cittadino   | Partito                                                              | Carica  | Note          |
| -------------- | -------------- | ----------------- | -------------------------------------------------------------------- | ------- | ------------- |
| 6 giugno 1993  | 13 maggio 2001 | Carla Raspa       | Lista Civica (1993-1997) Lista Civica di Centro-sinistra (1997-2001) | Sindaco | [ 13 ] [ 14 ] |
| 14 maggio 2001 | 15 maggio 2011 | Donato D'Ercole   | Lista Civica di Centro (2001-2006) Lista Civica (2006-2011)          | Sindaco | [ 15 ] [ 16 ] |
| 16 maggio 2011 | 5 giugno 2016  | Giuseppe Pomponio | Lista Civica Progetto Scerni                                         | Sindaco | [ 17 ]        |
| 6 giugno 2016  | 4 ottobre 2021 | Alfonso Ottaviano | Lista Civica Scerni Che Cambia                                       | Sindaco | [ 18 ]        |
| 4 ottobre 2021 | in carica      | Daniele Carlucci  | Lista Civica Scerni Protagonista                                     | Sindaco | [ 19 ]        |